# HD 212454
HD 212454，又名BD+56 2765，SAO 34383、HR 8535，是一颗恒星，视星等为6.16，位于銀經103.9，銀緯0，其B1900.0坐标为赤經22h 19m 18.7s，赤緯+56° 0′ 43″。